# Pavel Nedvěd
Pavel Nedvěd hörenⓘ (* 30. August 1972 in Cheb) ist ein ehemaliger tschechischer Fußballspieler und war bis November 2022 Vizepräsident von Juventus Turin. Der Mittelfeldspieler verbrachte den Großteil seiner Karriere bei Sparta Prag (1992–1996) und in Italien (1996–2009), wo er für Lazio Rom (1996–2001) und Juventus Turin (2001–2009) spielte. Seine wichtigsten Titel waren der Gewinn der tschechoslowakischen Meisterschaft 1993, tschechischen Meisterschaft 1994 und 1995, des Europapokals der Pokalsieger 1999 sowie der italienischen Meisterschaft 2000, 2002 und 2003. Auf internationaler Ebene absolvierte Nedvěd 91 Spiele für die tschechische Nationalmannschaft, mit der er an drei Europameisterschaften (1996, 2000, 2004) und der Weltmeisterschaft 2006 teilnahm. Nedvěd gilt als einer der besten Mittelfeldspieler seiner Generation und wurde 2003 mit dem Ballon d’Or als „Europas Fußballer des Jahres“ ausgezeichnet.

## Vereinskarriere

### In Tschechien
Pavel Nedvěd wuchs in der tschechoslowakischen Kleinstadt Skalná, unweit der deutschen Grenze (böhmisches Vogtland), auf. Mit fünf Jahren begann er beim ortsansässigen Verein Tatran mit dem Fußball und schon als Kind machte sich sein ausgesprochener Ehrgeiz durch zusätzliche Trainingseinheiten bemerkbar. 1985 wechselte der 13-jährige Nedvěd in die Jugendabteilung von Rudá Hvězda Cheb. Der Verein konnte das Talent allerdings nicht lange halten und nur ein Jahr später zog er  zu Škoda Pilsen weiter. 1991/92 leistete er seinen Militärdienst bei Dukla Prag ab und debütierte in diesem Spieljahr in der ersten tschechoslowakischen Liga. In 19 Spielen erzielte er drei Treffer. In dieser Zeit war der führende Klub der Tschechoslowakei, Sparta Prag, auf den Mittelfeldspieler aufmerksam geworden und verpflichtete ihn zur Saison 1992/93. Bei Sparta zählte er nicht auf Anhieb zur Stammelf. Er machte 18 Spiele, wurde 13 Mal eingewechselt und erzielte keine Tore. Erst 1993/94 kämpfte er sich in die Mannschaft, 23 Spiele und drei Tore standen am Saisonende zu Buche.
Zur Saison 1994/95 zählte er schon zu den Führungsspielern bei Sparta, das sich den dritten Meistertitel in Folge sicherte. Nedvěd machte 27 Spiele und steuerte sechs Tore bei. Das folgende Spieljahr 1995/96 zählte zum bis dato besten in Nedvěds Karriere. Er avancierte zum Star der Mannschaft und machte durch 14 Tore in 27 Partien auch ausländische Klubs auf sich aufmerksam. Interesse zeigte vor allem die PSV Eindhoven, bei der Nedvěd einen Vertrag unterschrieb.

### Lazio Rom
Während der für die tschechische Nationalmannschaft erfolgreichen Europameisterschaft 1996 in England zeigte auch das vom tschechisch-italienischen Coach Zdeněk Zeman trainierte Lazio Rom Interesse und verpflichtete den Mittelfeldregisseur. Die PSV Eindhoven bekam eine Abfindung. Der Transfer von Sparta Prag zu Lazio verlief äußerst merkwürdig: Für ca. 1,5 Millionen Tschechische Kronen wurde er zum slowakischen 1. FC Košice transferiert und von dort erst für etwa 7,5 Millionen Deutsche Mark zu Lazio Rom. Der 1. FC Košice gehörte ebenso wie Sparta Prag dem slowakischen Unternehmer Alexander Rezeš, der so eine Ausbildungsabgabe für Nedvěds Jugendverein Škoda Pilsen drücken wollte.
Unter Zeman kam Nedvěd nach anfänglichen Akklimatisierungsproblemen regelmäßig zum Einsatz. In den folgenden Jahren entwickelte er sich bei Lazio zu einem der besten offensiven Mittelfeldspieler Europas. Er gewann mit dem Verein insgesamt sieben Titel, darunter der Europapokal der Pokalsieger 1998/99 und 1999/2000 die Italienische Meisterschaft – die erste für Lazio seit 1973/74.

### Juventus Turin

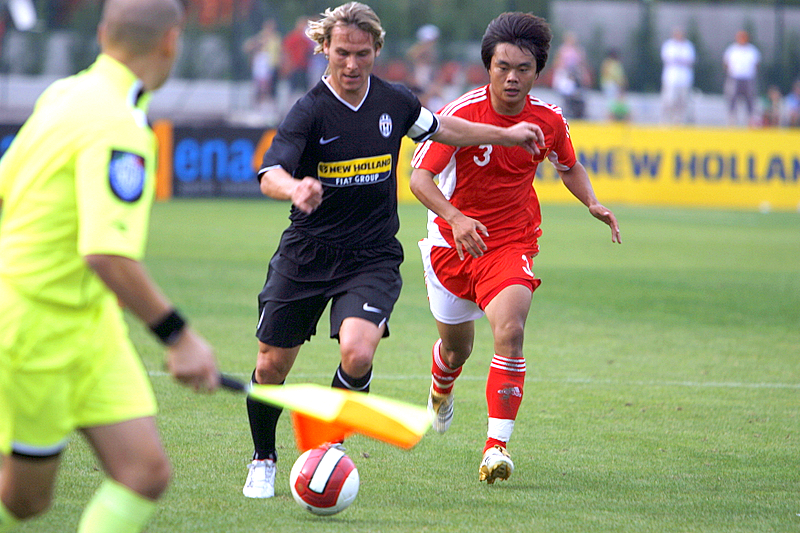
Pavel Nedvěd (links) 2007 im Trikot von Juventus Turin

Im Sommer 2001 verpflichtete ihn Juventus Turin für umgerechnet 41,2 Millionen Euro als Nachfolger des zu Real Madrid abgewanderten Franzosen Zinédine Zidane. In seiner ersten Saison für den italienischen Rekordmeister blieb der Tscheche zwar hinter den Erwartungen zurück, gewann aber dennoch unter Trainer Marcello Lippi seinen zweiten Scudetto.
Die folgende Saison 2002/03 lief wesentlich besser, in gewisser Weise aber auch tragisch. Eine Gelbe Karte im Halbfinale der UEFA Champions League gegen Real Madrid zog eine Sperre für das Endspiel nach sich, in dem Juventus dem AC Mailand nach Elfmeterschießen unterlag. In der Serie A entwickelte sich Pavel Nedvěd zum absoluten Leistungsträger der Mannschaft und Liebling der Fans. Mit Juve gewann er in dieser Spielzeit seinen dritten Meistertitel in Italien.
Ende 2003 wurde er als zweiter Tscheche nach Josef Masopust von France Football mit dem Ballon d’Or als „Europas Fußballer des Jahres“ ausgezeichnet. Im März 2004 wurde er von Pelé auf die Liste der 125 größten lebenden Fußballer gesetzt.
In den Jahren 2005 und 2006 folgten für Nedvěd unter Fabio Capello bei Juventus die Meistertitel Nummer fünf und sechs. Beide wurden wegen der Verwicklung der Turiner in den italienischen Fußball-Skandals 2005/2006 wieder aberkannt. Außerdem musste Juve am Ende der Saison 2005/06 in die Serie B zwangsabsteigen. Obwohl ihn, trotz seines schon fortgeschrittenen Alters von damals fast 34 Jahren, wohl fast jeder europäische Topverein mit offenen Armen empfangen hätte, entschied sich Nedvěd dafür, bei Juve zu bleiben und mit dem Verein in die Serie B zu gehen. Da sein Vertrag nur noch bis Juli 2007 lief, trug er sich lange mit dem Gedanken, seine aktive Laufbahn am Saisonende zu beenden. Er spielte unter dem neuen Trainer Didier Deschamps wieder eine überragende Saison, schoss viele entscheidende Tore und schaffte mit der Mannschaft, trotz neun Strafpunkten, den direkten Wiederaufstieg. Sein Vertrag in Turin lief mit Ende der Saison 2008/09 aus, danach beendete er seine aktive Laufbahn.
Am 23. Oktober 2015 ernannte Juventus Nedvěd zum neuen Vizepräsident des Vereins.
Am 24. September 2017 gab er bekannt, in der kommenden Saison gemeinsam mit seinem 18-jährigen Sohn für die Amateurmannschaft seines Heimortes, den FC Skalna, aufzulaufen.
Am 28. November 2022 trat der Vorstand von Juventus Turin, inklusive Präsident Agnelli und Vizepräsident Nedvěd, vor dem Hintergrund einer desolaten Finanzlage und Ermittlungen der Staatsanwaltschaft wegen Verdachts der Bilanzfälschung zurück.

### Al-Shabab
Rund um den Jahreswechsel 2024/25 wurde er als neuer Sportdirektor des saudischen Erstligisten al-Shabab vorgestellt. Am 20. Juni 2025 legte er seinen Posten als sportlicher Leiter mit sofortiger Wirkung nieder und wurde im Anschluss als Manager der tschechischen Fußballnationalmannschaft nominiert.

## Nationalmannschaftskarriere
Seine Karriere als tschechischer Nationalspieler begann Pavel Nedvěd am 5. Juni 1994. In einem Freundschaftsspiel an der Lansdowne Road in Dublin gegen Irland wurde Nedvěd in der 84. Spielminute für Jiří Němec eingewechselt.
Bei der Europameisterschaft 1996 in England war Nedvěd bereits absoluter Leistungsträger im Mittelfeld der Tschechen. Er absolvierte fünf der sechs Spiele im Turnier und erzielte im zweiten Gruppenspiel, beim 2:1 gegen Italien, das 1:0. Tschechien erreichte im weiteren Turnierverlauf sogar das Finale gegen Deutschland, unterlag jedoch durch Oliver Bierhoffs Golden Goal in der Verlängerung mit 1:2 und wurde Vize-Europameister.
Bei der Europameisterschaft 2004 in Portugal führte Pavel Nedvěd die tschechische Elf als Kapitän ins Halbfinale, zog sich aber in der ersten Halbzeit im griechischen Strafraum bei einem Zweikampf eine Knieverletzung zu. Ohne seinen wichtigsten Akteur schied Tschechien durch ein Silver Goal aus.
Auf eigenen Wunsch wurde er in den nächsten Monaten nicht in die Nationalmannschaft berufen, um seine Gesundheit keiner zusätzlichen Belastung auszusetzen. Erst zu den Relegationsspielen für die Weltmeisterschaft 2006 gegen Norwegen, für die man schließlich die Qualifikation schaffte, nominierte ihn Nationaltrainer Karel Brückner wieder für die Landesauswahl.
Am 15. August 2006 gab Nedvěd bekannt, dass er seine Karriere in der Nationalmannschaft beendet. In einem Freundschaftsspiel gegen Serbien am 16. August 2006 in Uherské Hradiště lief er das letzte Mal für Tschechien auf. Nach 44 Minuten wurde er ausgewechselt und mit großem Applaus verabschiedet. Insgesamt absolvierte er 91 Länderspiele und erzielte dabei 18 Tore.

## Erfolge

### Im Verein
- Europapokal der Pokalsieger: 1998/99 (mit Lazio Rom)
- UEFA Super Cup: 1999 (mit Lazio Rom)
- Tschechoslowakische Meisterschaft: 1992/93 (mit Sparta Prag)
- Tschechischer Meister: 1993/94, 1994/95 (mit Sparta Prag)
- Tschechischer Pokal: 1996 (mit Sparta Prag)
- Italienische Meisterschaft: 1999/2000 (mit Lazio Rom) – 2001/02, 2002/03, 2004/05*, 2005/06* (mit Juventus Turin)
- Italienische Serie-B-Meisterschaft: 2006/07 (mit Juventus Turin)
- Coppa Italia: 1997/98, 1999/2000 (mit Lazio Rom)
- Italienischer Supercup: 1998, 2000 (mit Lazio Rom) – 2002, 2003 (mit Juventus Turin)

* aberkannt im Rahmen des italienischen Fußball-Skandals 2005/2006

### In der Nationalmannschaft
- Vize-Europameister: 1996

### Persönliche Titel
- Ballon d’Or („Europas Fußballer des Jahres“): 2003
- Tschechiens Fußballer des Jahres: 1998, 2000, 2003, 2004
- R.S.S. Spieler des Jahres: 2003
- Italiens Fußballer des Jahres: 2003
- UEFA Club Football Awards Mittelfeldspieler des Jahres: 2003
- UEFA Team of the Year: 2003, 2004, 2005
- All-Star-Team der Europameisterschaft: 2004
- 2014: Premio Bulgarelli Number 8 – Bester Mittelfeldspieler des Jahrzehnts 1995–2005

## Sonstiges
Nedvěd war überall im offensiven Mittelfeld einsetzbar, meistens jedoch spielte er auf der linken Seite. Zu seinen Stärken zählten sein beidfüßiges Spiel, seine Laufstärke, sein Einsatz und sein gezielter Schuss. Eine seiner Schwächen war nach eigenen Angaben sein Kopfballspiel.
Mit seiner Frau Ivana hat Nedvěd zwei Kinder, Sohn Pavel und Tochter Ivana.
Zu seinen Spitznamen zählen Méďa (verniedlichend für Medvěd, dt.: Bär), Grande Paolo, Furia Ceca, Stachanovec und Duracell. Durch seine blonden, langen Haare wurde er beim Fußball auch oft als Blonder Engel bezeichnet.
Bei den Olympischen Winterspielen 2006 in Turin kommentierte er die Eishockeyspiele der tschechischen Nationalmannschaft für das italienische Fernsehen. Nedvěds Berater ist Zdeněk Nehoda.
Gemeinsam mit seinen ehemaligen Mitspielern Vratislav Lokvenc und Tomáš Votava nahm Nedvěd am 27. März 2010 am Prag-Halbmarathon teil.